# Coda Automotive

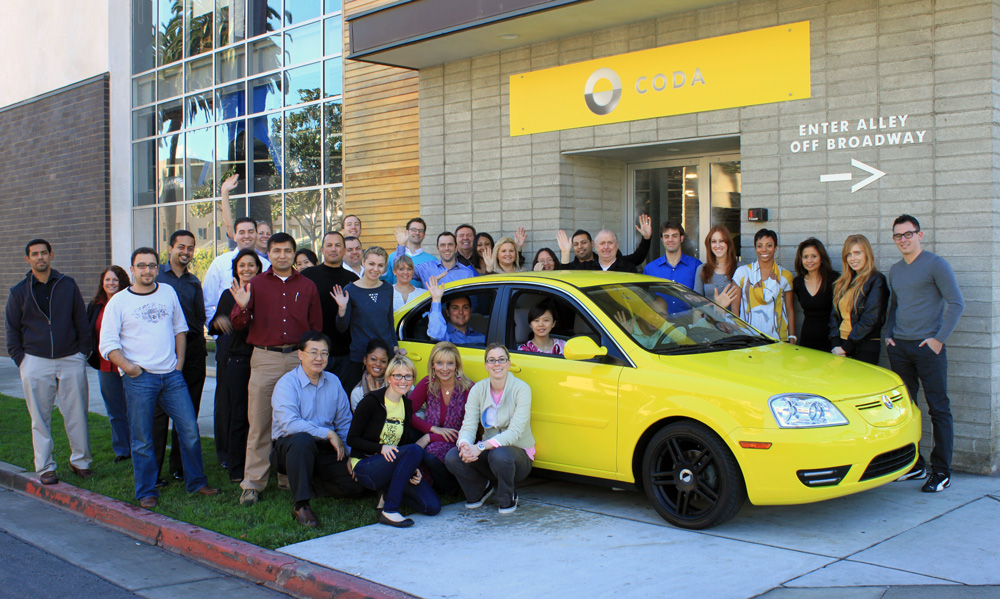
zespół Coda Automotive

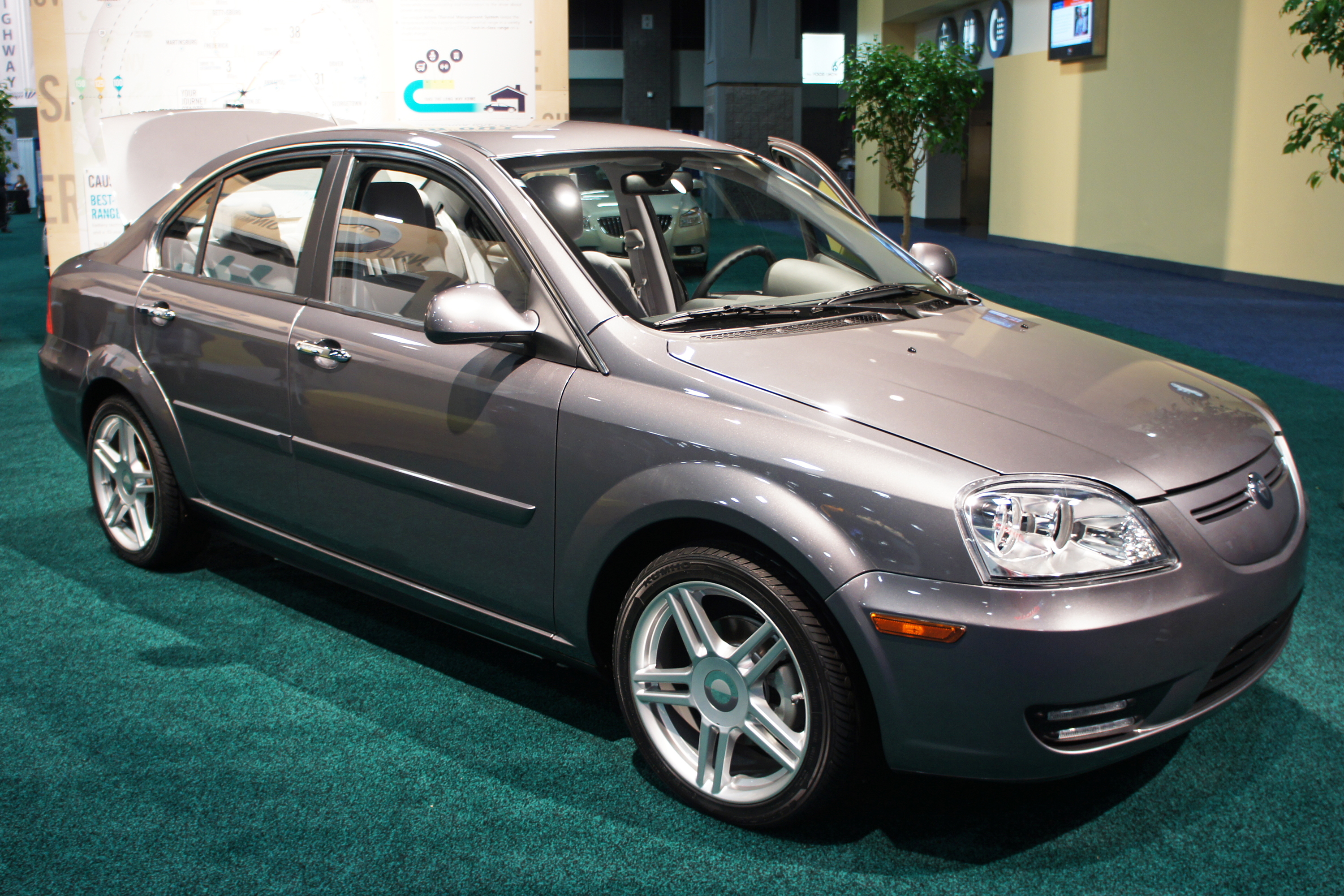
Coda EV

Coda – amerykański producent elektrycznych samochodów osobowych z siedzibą w Los Angeles działający w latach 2009–2016.

## Historia
Startup Coda Automotive został założony w 2009 roku z inicjatywy amerykańskiego przedsiębiorstwa Miles Automotive w partnerstwie z chińskim producentem samochodów Hafei. Za cel obrano wprowadzenie do sprzedaży na rynku amerykańskim samochodu elektrycznego, a także propagowanie i popularyzowanie przystępnej elektromobilności. Rozpoczęcie działalności Coda Automotive było możliwe dzięki pozyskaniu finansowania ze strony międzynarodowych przedsiębiorstw, jak i inwestorów prywatnych na kwotę 125 milionów dolarów amerykańskich.
W listopadzie 2010 roku podczas LA Auto Show przedstawiło swój pierwszy pojazd pod postacią kompaktowego samochodu osobowego Coda EV, który został opracowany jako bliźniaczy model wobec chińskiego modelu Hafei Saibao 3. Pierwotnie miał on być modelem innego amerykańskiego startupu Miles Electric Vehicles. Pojazd przeszedł modyfikacje w napędzie i wyglądzie, mając trafić do sprzedaży wyłącznie na obszarze amerykańskiego stanu Kalifornia w grudniu 2010 roku. Tłumacząc to koniecznością poprawy ogólnej jakości wykonania pojazdu, data ta została przesunięta później na drugą połowę 2011 roku. Terminu tego nie udało się jednak zrealizować, zmieniając początek sprzedaży Cody EV na koniec 2011 roku, ostatecznie finalizując to dopiero w lutym 2012 roku.

### Bankructwo
Po rozpoczęciu produkcji Cody EV zapotrzebowanie na model nie spełniło pokładanych oczekiwań. Spowodowało to kłopoty z płynnością finansową Coda Automotive, które zmusiły w kwietniu 2013 do zakończenia produkcji modelu po zaledwie 112 dostarczonych sztukach. Dwa miesiące później, przedsiębiorstwo ogłosiło bankructwo, a kłopoty pogłębił pozew byłego pracownika Cody oskarżając jej zarząd o zwolnienie 125 osób bez zapewnienia im 60-dniowego okresu wypowiedzenia.
W 2014 roku właściciel przedsiębiorstwa Mullen Motor Cars zdecydował się włączyć upadłą Codę Automotive w strukturę tej firmy, tworząc w ten sposób nowe przedsiębiorstwo branży samochodów elektryczncych o nazwie Mullen Technologies. Dwa lata później, w maju 2016 roku, pozostałe akcje upadłej spółki Coda Automotive zostały wykupione z kolei przez inne amerykańskie przedsiębiorstwo branży energetycznej Exergonix, Inc.

## Modele samochodów

### Historyczne
- EV (2012 – 2013)